# Theodorus de Smeth (1779-1859)
Theodorus baron de Smeth (Amsterdam, 16 augustus 1779 - Den Haag, 7 oktober 1859) was een telg uit een Nederlands adellijk geslacht, grootgrondbezitter en militair.
De Smeth werd in 1779 geboren als enig kind van de scheikundige Dirk baron de Smeth (1754-1779) en Johanna Susanna Hartsinck (1759-1830). Hij was een kleinzoon van Theodorus de Smeth (1710-1772) en Agatha Alewijn (1721-1801). Zijn vader Dirk stierf twee maanden na Theodorus' geboorte, een zoontje en een weduwe van 19 jaar oud achterlatend. Theodorus' moeder hertrouwde in 1789 te Amsterdam met Ferdinand d'Oultremont de Wégimont, uit welk huwelijk nog vijf kinderen werden geboren. Onder hen was Henriëtte d'Oultremont de Wégimont, die in 1841 morganatisch trouwde met ex-koning Willem I. Daardoor werd Theodorus de zwager van de voormalige koning en stiefoom van de nieuwe koning, koning Willem II.
Theodorus vervulde een carrière in militaire dienst, zoals zoveel edelen in zijn tijd. Hij werd ritmeester in Hessische dienst (1804), kapitein der Generale Staf (1815), en ontving voor zijn carrière de Militaire Willems-Orde, vierde klasse. Daarnaast vervulde Theodorus een rol in de provinciale politiek; hij was lid van Provinciale Staten van Noord-Brabant.
In de lijn van zijn familie werd hij heer van de heerlijkheden Deurne en Liessel. Daardoor verwierf hij ook het Groot Kasteel, Klein Kasteel en talrijke andere bezittingen.
Een belangrijke betekenis heeft Theodorus ook gehad voor het huidige Arnhemse stadspark Sonsbeek. Hij kocht dit landgoed in 1806 en het landgoed Hartjesberg in 1808, waarna hij beide bij elkaar voegde. Hij drukte een grote stempel op de aanleg van het landgoed in Engelse landschapsstijl. In 1821 verkocht hij het geheel weer. Theodorus had ook een aanzienlijk grondbezit aan de zuidzijde van de Rijn, rondom Malburgen.
Zijn portret was aanwezig in het Groot Kasteel in Deurne, maar ging bij de brand van 24 september 1944 verloren. Reproducties hiervan bestaan voor zover bekend niet. Hij was met een ambtsperiode van 58 jaar de op een na langstzittende heer van Deurne in de geschiedenis.
- Biografisch Portaal: 68868017
- International Standard Name Identifier: 0000 0003 9719 0092
- Nederlandse Thesaurus van Auteursnamen: 352864400
- Parlement.com: vg09llwo4bir
- Virtual International Authority File: 292235443